# Limbic Entertainment
Limbic Entertainment is een Duits computerspelontwikkelaar gevestigd in Langen. Het bedrijf werd in 2002 opgericht.

## Ontwikkelde spellen
Limbic Entertainment ontwikkelde voornamelijk spellen in opdracht van clienten alsook browserspellen. Sinds 2011 produceert de studio spellen met een groter budget, waaronder spellen in bestaande series zoals Might & Magic en Tropico.
| Release | Titel                    | Platform                                       |
| ------- | ------------------------ | ---------------------------------------------- |
| 2011    | Might & Magic Heroes VI  | Windows                                        |
| 2014    | Might & Magic X: Legacy  | OS X, Windows                                  |
| 2015    | Might & Magic Heroes VII | Windows                                        |
| 2018    | Memories of Mars         | Windows                                        |
| 2019    | Tropico 6                | Linux, macOS, PlayStation 4, Windows, Xbox One |